# Armă termobarică

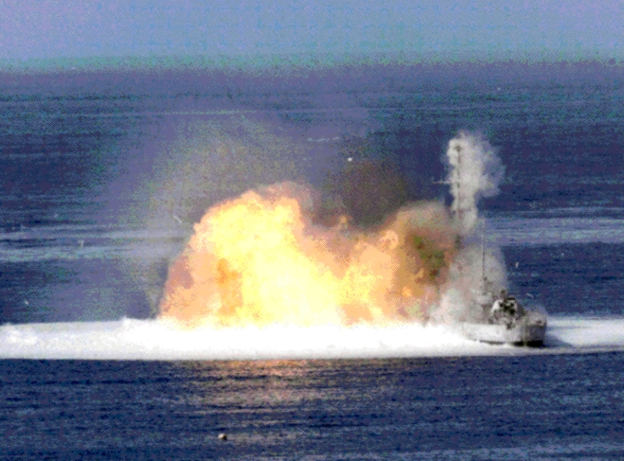
Expozie asupra USS McNulty, 1972

O armă termobarică, numită și bombă cu vid, sau bombă cu aerosoli, este un tip de explozibil care folosește oxigenul din aerul înconjurător pentru a genera o explozie la temperatură foarte ridicată. Explozibilul combustibil-aer este unul dintre cele mai cunoscute tipuri de arme termobarice.
Armele termobarice sunt reprezentate aproape 100% de combustibil și, prin urmare, sunt semnificativ mai puternice decât explozibilii convenționali de greutate similară. Combustibilul este adesea elemental. Multe tipuri de arme termobarice pot fi montate pe lansatoare portabile și pot fi lansate și din avioane.

## Etimologie
Termenul termobaric este derivat din cuvintele grecești pentru căldură și presiune: thermobarikos (θερμοβαρικός), de la thermos (θερμός) „fierbinte” și baros (βάρος) „greutate, presiune” + sufix -ikos (-ικός). 
Alți termeni folosiți pentru această familia de arme sunt arme termobarice de mare impuls, arme de căldură și presiune, bombe cu vid și explozivi combustibil-aer.